# Cotriguaçu
Cotriguaçu är en kommun i Brasilien.   Den ligger i delstaten Mato Grosso, i den centrala delen av landet, 1 400 km nordväst om huvudstaden Brasília. Antalet invånare är 14 987. Arean är 9 123 kvadratkilometer.
Terrängen i Cotriguaçu är huvudsakligen platt, men norrut är den kuperad.
I omgivningarna runt Cotriguaçu växer i huvudsak städsegrön lövskog. Trakten runt Cotriguaçu är nära nog obefolkad, med mindre än två invånare per kvadratkilometer.